# 托德斯费尔德
托德斯费尔德是德国石勒苏益格－荷尔斯泰因州的一个市镇。总面积17.24平方公里，总人口1024人，其中男性532人，女性492人（2011年12月31日），人口密度59人/平方公里。

## 政治

### 地方議會
自2018年5月舉行地方選舉以來，ABT 5, CDU和AKPV在市議會的11個席位中分別擁有3個席位

### 徽章
布拉宗：「由綠色和銀色與下面傾斜的窄楔形切口分開。 右上角是三朵花的銀色草地泡沫，右側是金色的羽狀葉，左側是金齒狀的葉，左上角是金色的馬俱（kumt），在帶有三個紅色拱形窗戶的浮動紅色樓梯山牆之下。」